# 占领莱茵兰
1918年德国军队系统在一系列革命、哗变，以及大规模投降中崩溃之后，德国临时政府于同年接受了贡比涅停战协定。这标志着1918年12月1日至1930年6月30日协约国占领莱茵兰的开始。
这一协定包括各国军队对莱茵河左岸和四个“桥头堡”，即科隆、科布伦茨、美因茨周围半径30千米，凯尔周围半径10千米内区域的占领。同时，莱茵河左岸以及莱茵河以东50千米宽的带状区域被宣布为非军事区。凡尔塞和约重申了这些条款，但对外国军队的占领时长做出了最长15年（至1934年为止）的限制。
占领莱茵兰的目的一方面是为了让法国免受德国再次进攻，另一方面是为了保证德方履行赔偿义务。在通过扬计划解决了德国的赔款问题之后，对莱茵兰的占领于1930年6月30日提前结束。被占领的莱茵兰由盟军莱茵兰高级委员会管辖，位于莱茵省的科布伦茨。

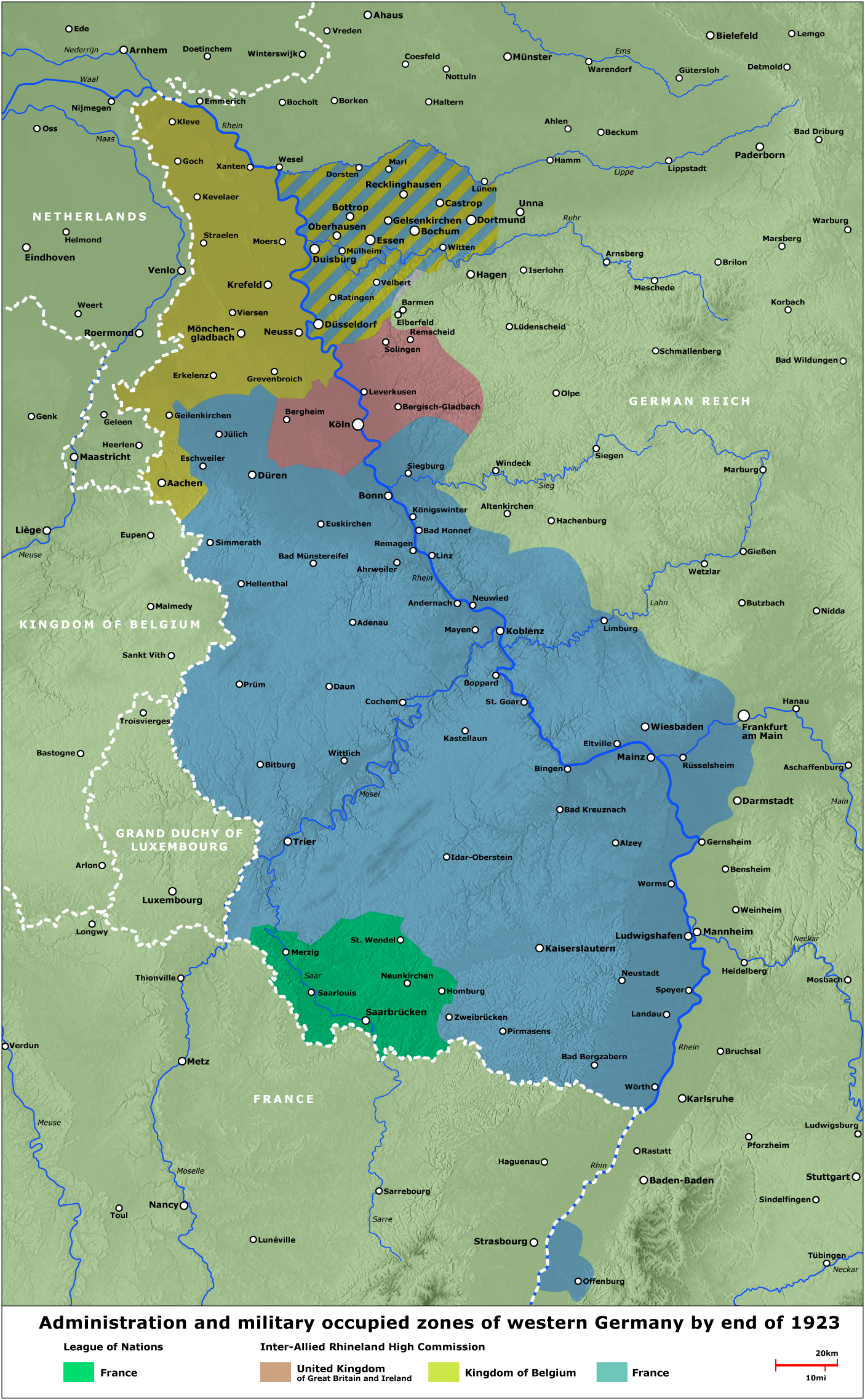
对莱茵兰以及萨尔地区的占领：
蓝色：法国，包括科布伦茨周围的前美国区
黄色：比利时
棕色：英国
斜线：鲁尔区，被法国和比利时占领
绿色：萨尔，在国际联盟的主持下被法国占领直到1930年底，法国军队继续占领莱茵兰的德国领土，而法国继续控制较小的萨尔地区直到1935年。